# Geografia militare
La geografia militare è una disciplina che nacque contemporaneamente allo sviluppo degli eserciti e dello spionaggio militare, dalla necessità di tracciare ed individuare le potenzialità belliche dei nemici.
La geografia militare si divide in grandi epoche che attraversano tutta la storia umana:
- l'epoca delle grandi civiltà classiche
- l'epoca post-classica delle grandi invasioni
- il medioevo
- le esplorazioni
- il Seicento
- il Settecento
- l'Ottocento
- la prima guerra mondiale
- la seconda guerra mondiale
- l'Era atomica